# Lukas Meindl

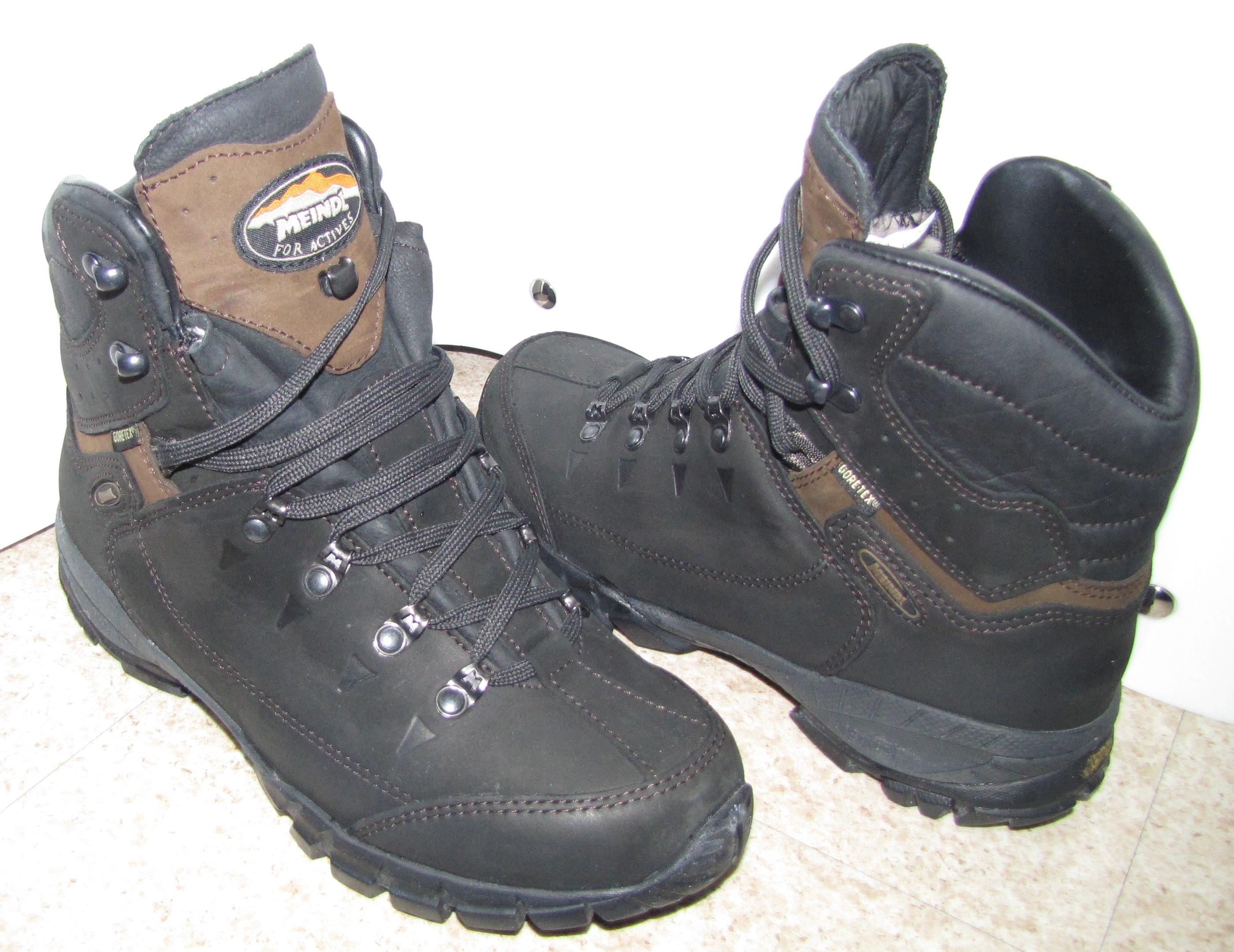
Meindl-Modell Gastein von 2011

Die Lukas Meindl GmbH & Co.KG ist ein deutscher Hersteller von Schuhen, insbesondere von Wander- und Bergstiefeln der Marke Meindl, mit Sitz im bayerischen Kirchanschöring, Landkreis Traunstein. Das auf Basis einer seit 1683 fortwährenden Tradition von Schuhmachern der Familie Meindl in Kirchanschöring 1928 begründete Familienunternehmen wird in der insgesamt neunten Generation von den Brüdern Lars und Lukas Meindl geführt.

## Geschichte
Erstmals wurde 1683 der Schuhmacher Petrus Meindl in Kirchanschöring urkundlich erwähnt. Seitdem übt immer ein Meindl das Schuhmacherhandwerk in dem Ort aus. Das in siebter Generation von Lukas Meindl senior 1928 begründete Familienunternehmen wird heute von Lars und Lukas Meindl, den Söhnen Alfons Meindls, geleitet und ist bis heute in Kirchanschöring ansässig.
Der Vertrieb der Schuhe für den Endverbraucher erfolgt ausschließlich über den Fachhandel.
Im Jahr 2000 hatte das Unternehmen 400 Mitarbeiter in Deutschland und 160 Mitarbeiter in Ungarn. Weitere Produktionsstätten befinden sich in Slowenien und Italien. Ferner werden Sport- und Freizeitschuhe der Magic-Gruppe in Fernost hergestellt. Der Umsatz belief sich 1999 auf knapp über 100 Mio. DM.
Im Jahr 2012 wurde mit dem Bau eines neuen Logistikzentrums begonnen.

## Produkte
Die Produktpalette reicht von Sandalen über Trekkingschuhe bis zu Spezialmodellen, die für Eisklettern geeignet sind. Zudem werden Halbschuhe und Haferlschuhe hergestellt, die zu regionaler bayerischer Tracht passen. Für Felix Baumgartners Sprung aus 39 Kilometer Höhe im Jahr 2012 wurde das Modell Stratos angefertigt.
Meindl produziert zusammen mit anderen deutschen Schuhherstellern von Spezialstiefeln die neuen Kampfstiefel für die Bundeswehr und Spezialeinsatzkommandos der Polizei, wie den Desert Fox, den britische Soldaten bei Einsätzen im Irak und Afghanistan tragen.

## Auszeichnungen
- 2009: Platz 1 in der Kategorie Beste Wanderschuhe und Kategorie Beste Bergschuhe  in der Leserbefragung der Zeitschrift des Deutschen Alpenvereins 2009[8]